# Xã Pawnee, Quận Pawnee, Kansas
Xã Pawnee (tiếng Anh: Pawnee Township) là một xã thuộc quận Pawnee, tiểu bang Kansas, Hoa Kỳ. Năm 2010, dân số của xã này là 441 người.